# Spalacomimus
Spalacomimus is een geslacht van rechtvleugeligen uit de familie sabelsprinkhanen (Tettigoniidae). De wetenschappelijke naam van dit geslacht is voor het eerst geldig gepubliceerd in 1887 door Karsch.

## Soorten
Het geslacht Spalacomimus omvat de volgende soorten:
- Spalacomimus aberrans Schulthess Schindler, 1898
- Spalacomimus inermis Uvarov, 1934
- Spalacomimus liberiana La Baume, 1911
- Spalacomimus magnus La Baume, 1911
- Spalacomimus stettinensis Weidner, 1941
- Spalacomimus talpa Gerstaecker, 1869
- Spalacomimus verruciferus Karsch, 1887